# Гарно жити не заборониш
«Гарно жити не заборониш» (рос. «Красиво жить не запретишь») — радянський художній фільм режисера Антона Васильєва, який вийшов на екрани в 1982 році.

## Сюжет
Дія розгортається в невеликому провінційному місті. Працівники місцевої текстильної фабрики обирають головою місцевкому художника-модельєра Сергія Бодрова — творчу і незалежну особистість. Такий вибір робочого колективу виявляється не до вподоби директору фабрики Людмилі Ліхіній, чиї установки з приводу модного жіночого одягу відрізняються підкресленим консерватизмом. Зрештою Ліхіна відкидає запропонований Бодровим новий модельний ряд для фабрики, після чого енергійний художник-модельєр відправляється шукати правду прямо в московське міністерство.

## У ролях
- Віктор Фокін —  Сергій Васильович Бодров
- Тетяна Ромашина —  Марина
- Лідія Смирнова —  Людмила Сергіївна Ліхіна
- Лідія Федосеєва-Шукшина —  Вікторія Василівна Федяєва
- Георгій Бурков —  дядько Бодрова
- Ірина Малікова —  Мітіна
- Ірина Скобцева —  Анна Павлівна
- Євгенія Попкова —  Люся
- Борис Новиков —  сусід Сергія
- Юрій Саранцев —  директор жерстяної фабрики
- Олена Валаєва —  Зінаїда Петрівна, міністр легкої промисловості Української РСР
- Віра Петрова —  працівниця фабрики
- Манефа Соболевська —  працівниця фабрики
- Алевтина Рум'янцева —  начальниця
- Маргарита Жарова —  епізод
- Клавдія Козльонкова —  мати модельєра Бодрова

## Знімальна група
- Автор сценарію:  Валентин Черних
- Режисер:  Антон Васильєв
- Оператори:  Сергій Онуфрієв, Сергій Ткаченко
- Художник: Валерій Іванов
- Композитор:  Олександр Зацепін